# 1971年世界乒乓球锦标赛
1971年世界乒乓球锦标赛是第三十一届世界乒乓球锦标赛，于1971年3月28日至4月7日在日本名古屋市举行。这是日本第二次举办世界乒乓球锦标赛。

## 赛果

### 团体
| 项目                | 金牌                                                 | 银牌                                                          | 铜牌                                                                                                |
| 男子团体 斯韦思林杯 | 中國 · 李富荣 · 李景光 · 梁戈亮 · 郗恩庭 · 莊則棟    | 日本 · 长谷川信彦 · 井上哲夫 · 伊藤繁雄 · 河野满 · 田阪登纪夫 | 南斯拉夫 · Zlatko Cordas · Milivoj Karakašević · Istvan Korpa · 安通·斯蒂潘契奇 · 德拉古廷·舒尔贝克 |
| 女子团体 考比伦杯   | 日本 · 今野安子 · 小和田敏子 · 大场惠美子 · 大关行江 | 中國 · 李莉 · 林慧卿 · 林美群 · 郑敏之                        | · Choi Jung-Sook · 郑贤淑 · 李艾莉萨 · Na In-Sook                                                   |

### 单项
| 项目     | 金牌                            | 银牌                              | 铜牌                       |
| 男子单打 | 斯特兰·本特松                   | 伊藤繁雄                          | 郗恩庭                     |
| 男子单打 | 斯特兰·本特松                   | 伊藤繁雄                          | 德拉古廷·舒尔贝克          |
| 女子单打 | 林慧卿                          | 郑敏之                            | Ilona Voštová              |
| 女子单打 | 林慧卿                          | 郑敏之                            | 李莉                       |
| 男子双打 | 约尼尔·伊什特万 克兰帕尔·蒂博尔 | 梁戈亮 莊則棟                     | 长谷川信彦 田阪登纪夫      |
| 男子双打 | 约尼尔·伊什特万 克兰帕尔·蒂博尔 | 梁戈亮 莊則棟                     | 阿部勝幸 今野裕二郎        |
| 女子双打 | 林慧卿 郑敏之                   | 平野美惠子 阪本礼子               | 滨田美穗 大关行江          |
| 女子双打 | 林慧卿 郑敏之                   | 平野美惠子 阪本礼子               | 川守田幸子 小堀世津子      |
| 混合双打 | 张燮林 林慧卿                   | 安通·斯蒂潘契奇 玛丽亚·亚历山德鲁 | Eberhard Schöler 黛安娜·罗 |
| 混合双打 | 张燮林 林慧卿                   | 安通·斯蒂潘契奇 玛丽亚·亚历山德鲁 | 西飯德康 福野美惠子        |